# Station Praha-Žvahov
Station Praha-Žvahov is een spoorwegstation in de Tsjechische hoofdstad Praag. Het station is gelegen in de wijk Hlubočepy. Het station wordt aangedaan door spoorlijn 122, die van het hoofdstation van Praag via Hostivice naar Rudná loopt. Bij station Praha-Žvahov vindt geen verkoop van treinkaartjes plaats, tickets dienen in de trein aangeschaft te worden.
Het station bestaat sinds 1989, toen een station vlak voor en een station vlak na de huidige locatie buiten gebruik werden genomen. De twee oorspronkelijke stations, Hlubočepy zastávka en Konvářka, bestonden sinds 1928.
Praha hlavní nádraží ↔ Praha-Smíchov ↔ Praha-Žvahov ↔ Praha-Jinonice ↔ Praha-Cibulka ↔ Praha-Stodůlky ↔ Praha-Zličín ↔ Hostivice ↔ Hostivice-Litovice ↔ Rudná u Prahy